# نشخوارخوکان
نشخوارخوکان (نام علمی: Merycoidodontidae) نام یک زیرراسته از تیره شتریان است.